# Raimundo de Farias Brito
Raimundo de Farias Brito (São Benedito, Ceará, 1862-Río de Janeiro, 1917) fue un filósofo brasileño. 

## Trayectoria
Después de dedicarse por un tiempo a la política, abandonó esta para dedicarse a la lógica en el Colegio Pedro II de Río de Janeiro, ciudad en la que permanecería hasta su muerte. Su obra revela influencia del pensamiento de Schopenhauer, que le confirmaría en su actitud escéptica. Esa posición, básicamente escéptica, se ve atenuada y modulada por un espíritu de resignación y de consuelo de resonancias cristianas. Niega el mecanicismo materialista y el positivismo cientifista, a la vez que afirma un espiritualismo en el hombre que le permite la salvación.
Esta posición le condujo a aproximar religión y filosofía, convirtiendo a esta última en la expresión conceptual de aquella. Entre sus obras están Estudios de Filosofía y Teología Natural (1895-1899), El mundo como actividad intelectual (1905) y El mundo interior: Ensayos sobre los datos generales de la Filosofía del Espíritu (1914).
- Datos: Q3892112
- Multimedia: Raimundo de Farias Brito / Q3892112